# 圣维森特岛
圣维森特岛（葡萄牙語：São Vicente）是西非岛国佛得角北部的一座火山岛，西边是圣安唐岛，东边为圣卢西亚岛。气候干燥，降水稀少。圣维森特岛是在1462年1月22日被发现的，但是一直无人定居。1838年，葡萄牙殖民者在岛北岸的明德卢设立了一个船只加煤站，岛上才开始有人居住，圣维森特岛亦日渐繁荣起来。